# Nesillas
Nesillas es un género de aves paseriformes perteneciente a la familia Acrocephalidae. Sus especies se distribuyen por Madagascar, el archipiélago de las Comoras y Aldabra.

## Especies
Se reconocen las siguientes especies:
- Nesillas brevicaudata - zarzalero de Gran Comora;[6]
- Nesillas lantzii - zarzalero de Lantz;[6]
- Nesillas longicaudata - zarzalero de Anjouan;
- Nesillas mariae - zarzalero de la Moheli;[6]
- Nesillas typica - zarzalero malgache;[6]
- Nesillas aldabrana - zarzalero de Aldabra (extinto).[6]